# Allmän Politisk Jurnal
Allmän Politisk Jurnal var en kortlivad tidning i Stockholm  som bara kom ut med fyra nummer. Första numret kom ut 1 juni 1811 och sedan kom tre nummer till från den  7-14 september 1811. 
Enligt tillkännagivande i första häftet, utgivet i juni 1811, skulle tidningen utkomma varje vecka med 16 sidor i oktavformat 15,6 x 8,5) cm. Priset var 2 riksdaler banko för 32 nummerr. Emellertid gavs ingen omedelbar fortsättningav tidningen förr än i september, då den åter började utkomma. Första numret är delvis omtryck av det förut utgivna häftet. Den skulle då ges ut 2 dagar i veckan onsdagar och lördagar med hela 16 sidor i oktav 14,6 x 7,6 cm. Tidningen trycktes i Stockholm, áv boktryckare C. Delén med frakturstil. 
Tidningen redigerades av Adolf Regnér med biträde av C. A. Grevesmöhlen. Med anledning av en i nr 3 publicerat den14 september 1811 införd artikel, Om möjligheten af Finlands återförening med Sverige, blev detta nummer, samma dag det utkom, belagt med kvarstad samt utgivaren, protokoll-sekreteraren Adolf Regnér, åtalad och dömd till tre års fängelse på Vaxholms fästning. Sedan han  suttit  fängslad där i 11 månader, inlämnade han en nådeansökan, som beviljades och hanblev omedelbart frisläppt. Libris och Kungliga biblioteket klassar tidningen som en tidskrift.